# Grzegorz XVI
Grzegorz XVI (łac. Gregorius XVI, właśc. Bartolomeo Alberto Cappellari EC; ur. 18 września 1765 w Belluno, zm. 1 czerwca 1846 w Rzymie) – włoski duchowny katolicki, kameduła, 254. papież w okresie od 2 lutego 1831 do 1 czerwca 1846 roku.

## Życiorys

### Wczesne życie
Urodził się w Belluno koło Wenecji w rodzinie szlacheckiej. Jego rodzicami byli prawnik Giovanni Cappellari oraz Giulia Cesa-Pagani. 23 sierpnia 1783 wstąpił do zakonu kamedułów. Zamieszkał w klasztorze św. Michała w Murano i przybrał imię zakonne Mauro. W 1786 złożył śluby zakonne, w 1787 przyjął święcenia kapłańskie. W 1799, po śmierci Piusa VI, opublikował głośne dzieło Triumf Stolicy Świętej i Kościoła nad nowatorami, które wpłynęło na kardynałów, aby wybrali nowego papieża w Wenecji pod protektoratem wojsk cesarza Franciszka II. W 1805 objął opactwo klasztoru św. Grzegorza na Monte Celio w Rzymie, zaś w 1823 został wikariuszem generalnym zakonu kamedułów. Dwukrotnie zaproponowano mu wówczas objęcie biskupstwa, jednak odmówił.
21 marca 1825 został kreowany kardynałem in pectore. 13 marca 1826 jego nominacja została ogłoszona i nadano mu kościół tytularny S. Callisto. 4 lipca 1826 Cappellari został mianowany członkiem Kongregacji Rozkrzewiania Wiary (1 października 1826 objął funkcję prefekta tej kongregacji i sprawował ją do elekcji), Kongregacji ds. Korekty Ksiąg Rytów Orientalnych, Kongregacji Świętego Oficjum i Kongregacji ds. Studiów. W 1827 przydzielono go także do Kongregacji Nadzwyczajnych Spraw Kościoła i do Kongregacji ds. Egzaminowania Biskupów.
Został wybrany na papieża po niemal dwumiesięcznym konklawe. Elekcję zapewniło stronnictwo zelanti i poparcie kanclerza Austrii Klemensa Metternicha. Cappellari przyjął imię Grzegorza XVI. Ponieważ w chwili wyboru nie był biskupem, został jednocześnie konsekrowany i intronizowany.

### Pontyfikat

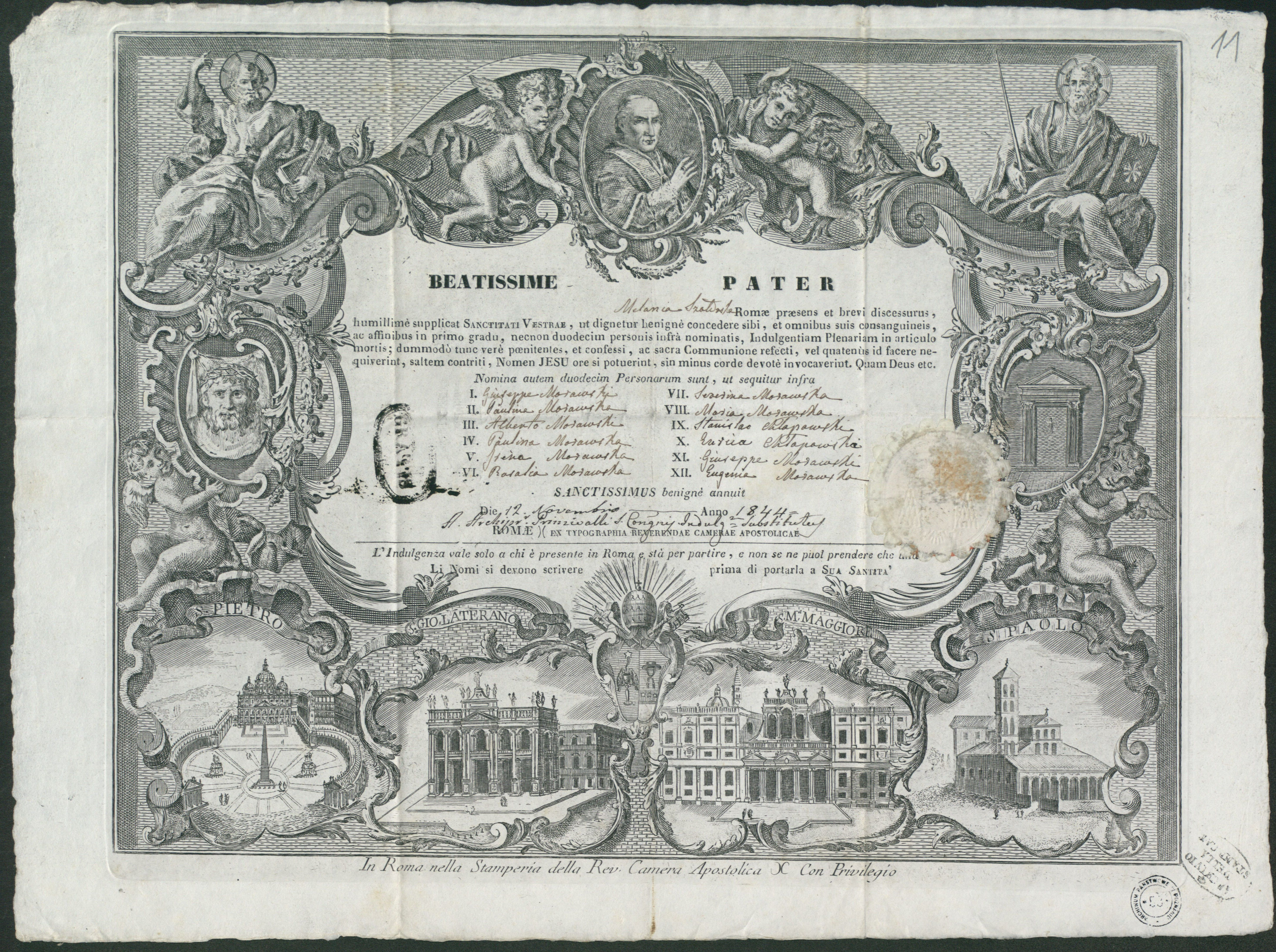
Błogosławieństwo papieża Grzegorza XVI dla rodziny Morawskich 1844 r. (miejsce przechowywania: Archiwum Państwowe w Poznaniu).

Przez cały okres swojego pontyfikatu pozostał skromnym mnichem. Głosił tezę o absolutnej wyższości władzy kościelnej nad świecką; występował przeciwko rozdzielaniu Kościoła od państwa.
W czasie trwania pontyfikatu Grzegorza XVI państwa południowoamerykańskie uzyskiwały niepodległość, co umożliwiło długo oczekiwane, nieskrępowane politycznymi blokadami nominacje biskupie. Papież stanął na stanowisku, iż w sprawach kościelnych Stolica Apostolska będzie prowadziła negocjacje z rządem, który faktycznie sprawuje władzę. W brewe In supremo z 3 grudnia 1839 papież Grzegorz XVI potępił niewolnictwo i sprzedaż niewolników jako niegodne chrześcijan. Uznał w nim także polskie powstanie z 1830 przeciwko cesarzowi Rosji jako część rewolucji europejskiej mającej na celu obalenie legalnej władzy i potępił je. W swojej encyklice Cum primum ogłoszonej 9 czerwca 1832 napomniał polskich biskupów oraz duchowieństwo, aby podporządkowali się władzy zaborców oraz aby zachęcali do tego lud. Wkrótce potem uświadomiony przez doradców o faktycznych działaniach carskich, papież tłumaczył, że dał się oszukać dyplomacji i nigdy nie chciał potępić Polaków. Papież przywrócił także prace misyjne oraz zreorganizował Kościoły w Kanadzie (utworzył 4 nowe diecezje i zreformował archidiecezję w Quebecu) i w Stanach Zjednoczonych (utworzył 10 nowych diecezji i zreformował archidiecezję w Baltimore).
Występował ostro przeciw liberalnemu nurtowi w katolicyzmie; w 1832 potępił francuskie czasopismo „L’Avenir” wydawane przez Ch. de Montalemberta, H. Lacordaire'a i księdza F.R. Lamennais’a. W wydanej 15 sierpnia 1832 encyklice Mirari vos potępił ideę wolności sumienia i rozdział Kościoła od państwa, a w 1844 także – indyferentyzm i działalność Towarzystwa Biblijnego i Christian Alliance. Bardzo krytycznie wypowiadał się także o racjonalizmie Georga Hermesa i fideizmie Louisa Bautaina. Przez praktycznie cały pontyfikat Grzegorz prowadził spór z Hiszpanią i Portugalią, gdzie uchwalono antyklerykalne ustawy, oraz ze Szwajcarią, gdzie 21 stycznia 1834 wprowadzono Artykuły Badeńskie, wyjmujące katolików w tym kraju spod jurysdykcji papieskiej. Konfliktował się także z królem Prus: w kwestii wychowania dzieci w duchu katolickim w małżeństwach mieszanych, Grzegorz podtrzymywał linię Piusa VIII. Kiedy jednak na tron wstąpił Fryderyk Wilhelm IV Pruski, dyplomatom udało się osiągnąć w 1841 porozumienie – rząd Prus nie ingerował w sprawy małżeństw, a także zagwarantowano swobodny wybór biskupów.
Papież Grzegorz XVI nie zgadzał się na wprowadzenie w Państwie Kościelnym kolei żelaznej i gazowego oświetlenia ulic, uważając, że przyczynią się do rozwoju handlu i w rezultacie wzmocnienia antymonarchistycznej burżuazji, dlatego określił on drogi żelazne „drogą do piekła” (gra słów po francusku: chemins de fer – chemin d'enfer). Taka postawa sprzyjała włoskiemu nacjonalizmowi, co doprowadziło do powstań zarówno we Włoszech, jak i samym Państwie Kościelnym. Grzegorz poprosił o pomoc Austrię, jednak gdy 31 maja 1831 pozostałe mocarstwa ubiegły się o reformy administracyjne i konstytucyjne papież ponownie kategorycznie odmówił. Spowodowało to kolejne rozruchy i kolejną interwencję wojsk austriackich, lecz Francja zajęła wówczas Ankonę i Państwo Kościelne przez siedem lat było okupowane. Papieża wspomagali sekretarze stanu: Tommaso Bernetti i Luigi Lambruschini, lecz ich działania znacznie uszczupliły skarbiec papieski.
Starał się utrzymać tradycję dworu papieskiego jako mecenasa sztuki. Powiększył i wzbogacił Muzeum Watykańskie oraz ukończył budowę pinakoteki. Utworzył także muzeum etruskie i egipskie w Watykanie oraz muzeum chrześcijaństwa na Lateranie. W 1845 na jego zlecenie Pietro Camporese młodszy ukończył budowę gmachu Akademii Sztuk Pięknych w Rzymie przy via della Ripetta, który dał stałą siedzibę artystom pracującym od wieków przy Stolicy Apostolskiej i zapoczątkował ciągłą działalność Akademii. Monumentalna inwestycja ściągnęła na siebie krytykę wobec trudnej sytuacji papieskiego skarbu.

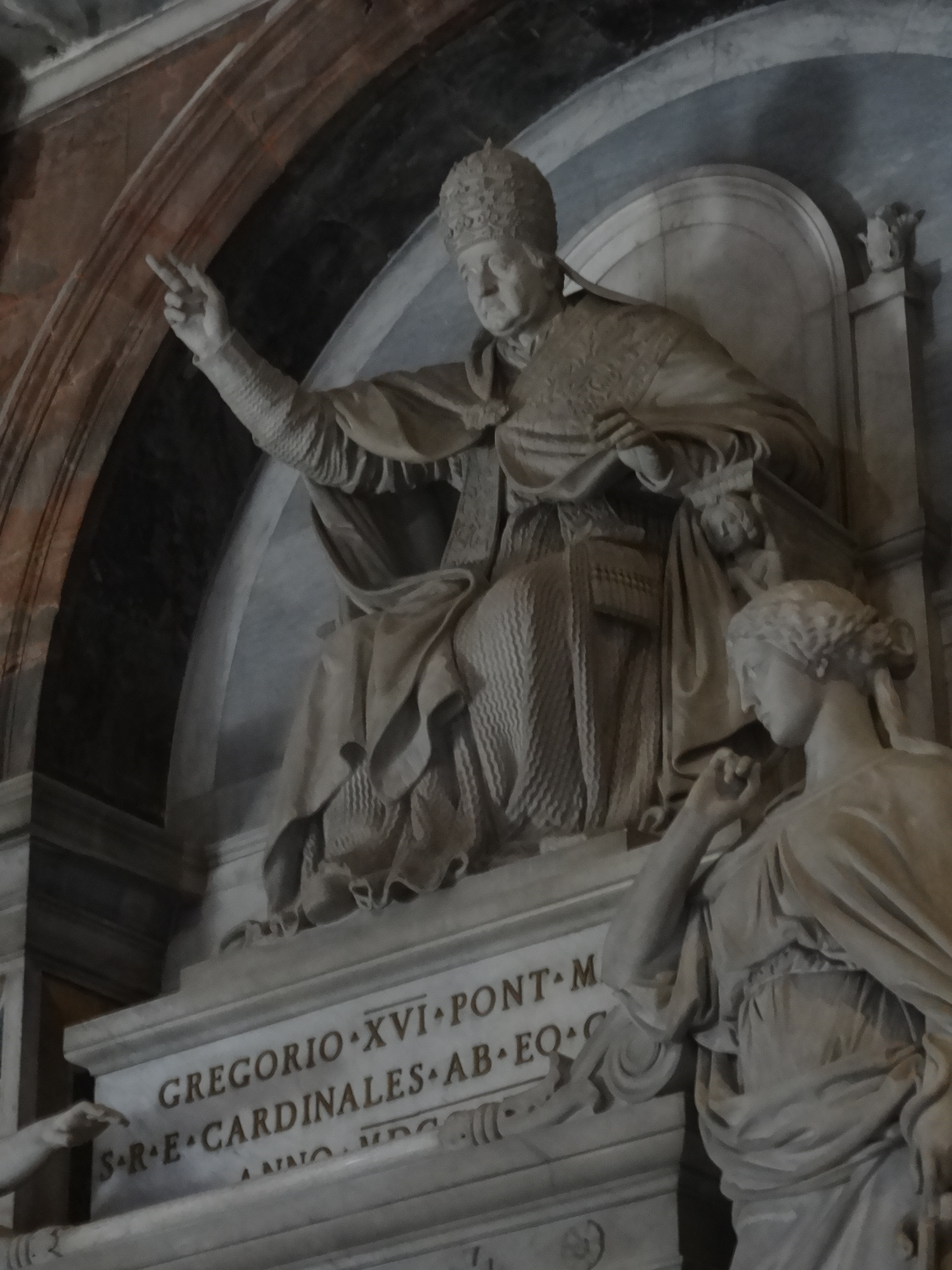
Grób Grzegorza XVI w Bazylice Świętego Piotra

Kreował 75 kardynałów na dwudziestu czterech konsystorzach. Grzegorz XVI zmarł w Rzymie i został pochowany w bazylice św. Piotra.